# Phillip Borsos
Phillip Borsos est un acteur, producteur, réalisateur et scénariste canadien, né le 5 mai 1953 à Hobart (Australie), et mort le 13 février 1995 à Vancouver (Canada).

## Filmographie

### comme réalisateur
- 1976 : Cooperage
- 1977 : Spartree
- 1979 : Nails (en)
- 1982 : The Grey Fox
- 1985 : Un été pourri (The Mean Season)
- 1985 : One Magic Christmas
- 1990 : Bethune: The Making of a Hero
- 1995 : Loin de la maison (Far From Home: The Adventures of Yellow Dog)

### comme acteur
- 1982 : Tootsie, de Sydney Pollack : … (non crédité)
- 1985 : Une créature de rêve (Weird Science), de John Hughes : Candy Bar Owner (non crédité)
- 1992 : Highway Heartbreaker, de Paul Schneider (téléfilm) : Dét. Baker
- 1992 : We're Talking Serious Money, de James Lemmo (en) : Marty le Grec
- 1993 : American Garter (vidéo) : Vera Yvonne
- 1994 : The Shadow, de Russell Mulcahy : Duke Rollins

### comme scénariste
- 1985 : One Magic Christmas
- 1995 : Loin de la maison (Far From Home: The Adventures of Yellow Dog)

### comme producteur
- 1976 : Cooperage

## Récompenses et distinctions
- Prix Génie du meilleur film en 1983 pour The Grey Fox.